# Equipo de Reservas del Club Deportivo Universidad César Vallejo
El Equipo de Reservas del Club Deportivo Universidad César Vallejo es el más alto de los equipos juveniles de la UCV. Juega desde el año 2025 en la Liga 3, la tercera categoría del fútbol nacional. Es el segundo equipo del club después de la escuadra principal.

## Historia

### Campeones en su primera participación (2010)
Tras la creación del Torneo de Reservas, el club poeta fue partícipe de su primera edición (2010), en la cual pudo coronarse campeón tras la obtención de 61 puntos en la tabla única del torneo, dicha distención le permitió otorgarle 2 puntos adicionales al club principal en el Campeonato Descentralizado 2010.

### Participaciones del torneo 2011-2016
Una vez conseguido el título del 2010, el equipo trujillano continuó con su participación en las siguientes ediciones, en las cuales contó con altibajos, como el tercer puesto de la edición del 2012 donde solo quedó a un punto de las reservas de Juan Aurich y la USMP, o el caso contrario en la edición del 2015 en el que quedó en puesto 15° de la Tabla Acumulada de dicha edición. En el año 2016, el club principal de la Familia Acuña no tuvo una buena participación en el Campeonato Descentralizado 2016, lo que conllevó al descenso del mismo, repercutiendo también en la presencia del equipo de reserva en el torneo.

### Regreso y performance 2019-2023
Ya en el año 2019, el club vallejino consiguió el boleto a la Liga 1 2019 tras salir campeón de la Segunda División 2018, lo que le dio el derecho al equipo de reserva de participar en la edición del torneo de reservas de 2019, es a partir de estos años en el que la reserva del club poeta presenta una ligera mejoría en sus resultados, iniciando con el 8° puesto en esta edición, pasando por su participación invicta hasta los cuartos de final de la edición del 2022 y el 1° puesto en la Liguilla B de forma también invicta en el 2023, con clasificación a semifinales como producto de dicha campaña.

### Ascenso a Liga 3 2025
En la primera fase del Torneo de Reservas 2024 consiguió 34 puntos en grupo de la Zona Norte, puntaje suficiente para el ascenso a la Liga 3 2025 y la clasificación a los cuartos de final del torneo, instancia en la cual cayo con un global de 3 a 4 ante ADT.

## Estadio
El Equipo de Reservas de la UCV juega de local en el estadio César Acuña Peralta el cual se encuentra ubicado en la ciudad de Trujillo, Provincia de Trujillo, este recinto es usado en la actualidad por el club en su participación en la Liga 3 2025.

## Palmarés

### Torneos nacionales
| Competición              | Títulos | Subcampeonatos |
| ------------------------ | ------- | -------------- |
| Torneo de Reservas (1/0) | 2010.   |                |